# オーストラリアの哺乳類化石地域
オーストラリアの哺乳類化石地域（オーストラリアのほにゅうるいかせきちいき）はオーストラリアにあるユネスコの世界遺産（自然遺産）の一つ。

## 概要
オーストラリアの哺乳類化石地域はクイーンズランド州のリバーズレーと南オーストラリア州のナラコーアテにある哺乳類の化石がある地区に分けられる。リバーズレーの化石発見現場はローン・ヒル国立公園（Lawn Hill National Park）、ナラコーアテの現場はナラコーアテ・ケーブ国立公園に登録され保護されている。この両地域で発見される化石はオーストラリア大陸における哺乳類の進化を研究する上で非常に重要なものである。
リヴァーズレーでは現生の有袋類のフクロモグラ属とニセフクロモモンガの早期の仲間の化石が発見され、漸新世から中新世までの低地雨林から乾燥したユーカリ林への植生の変化に関する記録ともなっている。現在のオーストラリアの乾燥地に生息する哺乳類の大部分が雨林に起源を持つことを示唆した。
ナラコーアテではより近い時期の更新世中期の氷期から現在までに生息していた陸生脊椎動物、つまりティラコレオ、タスマニアデビル、フクロオオカミ、ワラビー、ポッサムなどの有袋類のほか、有胎盤類のネズミとコウモリ、そしてヘビ、トカゲ、カエル、カメの化石も発見された。その動物相の生息する時代はちょうど人間がオーストラリアに到着したと思われる時期と一致するため、気候変動と人間の到来がオーストラリアの哺乳類、特に大型動物に与える影響を解明するのに役立つと考えられる。

## 登録基準
この世界遺産は世界遺産登録基準のうち、以下の条件を満たし、登録された（以下の基準は世界遺産センター公表の登録基準からの翻訳、引用である）。
- (8) 地球の歴史上の主要な段階を示す顕著な見本であるもの。これには生物の記録、地形の発達における重要な地学的進行過程、重要な地形的特性、自然地理的特性などが含まれる。
- (9) 陸上、淡水、沿岸および海洋生態系と動植物群集の進化と発達において進行しつつある重要な生態学的、生物学的プロセスを示す顕著な見本であるもの。